# 阿列伊尼科沃农村居民点 (沃罗涅日州)
阿列伊尼科沃农村居民点（俄语：Алейниковское сельское поселение）是俄罗斯联邦沃罗涅日州罗索希区所属的一个农村居民点。其下辖有16个居民点，行政中心为乌克兰斯基。据2016年统计，该农村居民点的人口为1392人。